# 400 Sherbrooke West
El edificio 400 Sherbrooke West es un rascacielos de 37 plantas enclavado en la ciudad de Montreal, Quebec (Canadá). Es un complejo de apartamentos y está localizado en la intersección de la calle Sherbrooke y la calle Bleury, cerca de la estación de metro Place-des-Arts y próximo a la Universidad McGill, en el Barrio de los espectáculos de Montreal.
Acabado de construir en 2009, tras treinta y seis meses de obras, es actualmente el 29.º edificio más alto de Montreal, llegando a los 112,5 m (369 pies ).